# 低級食肉動物

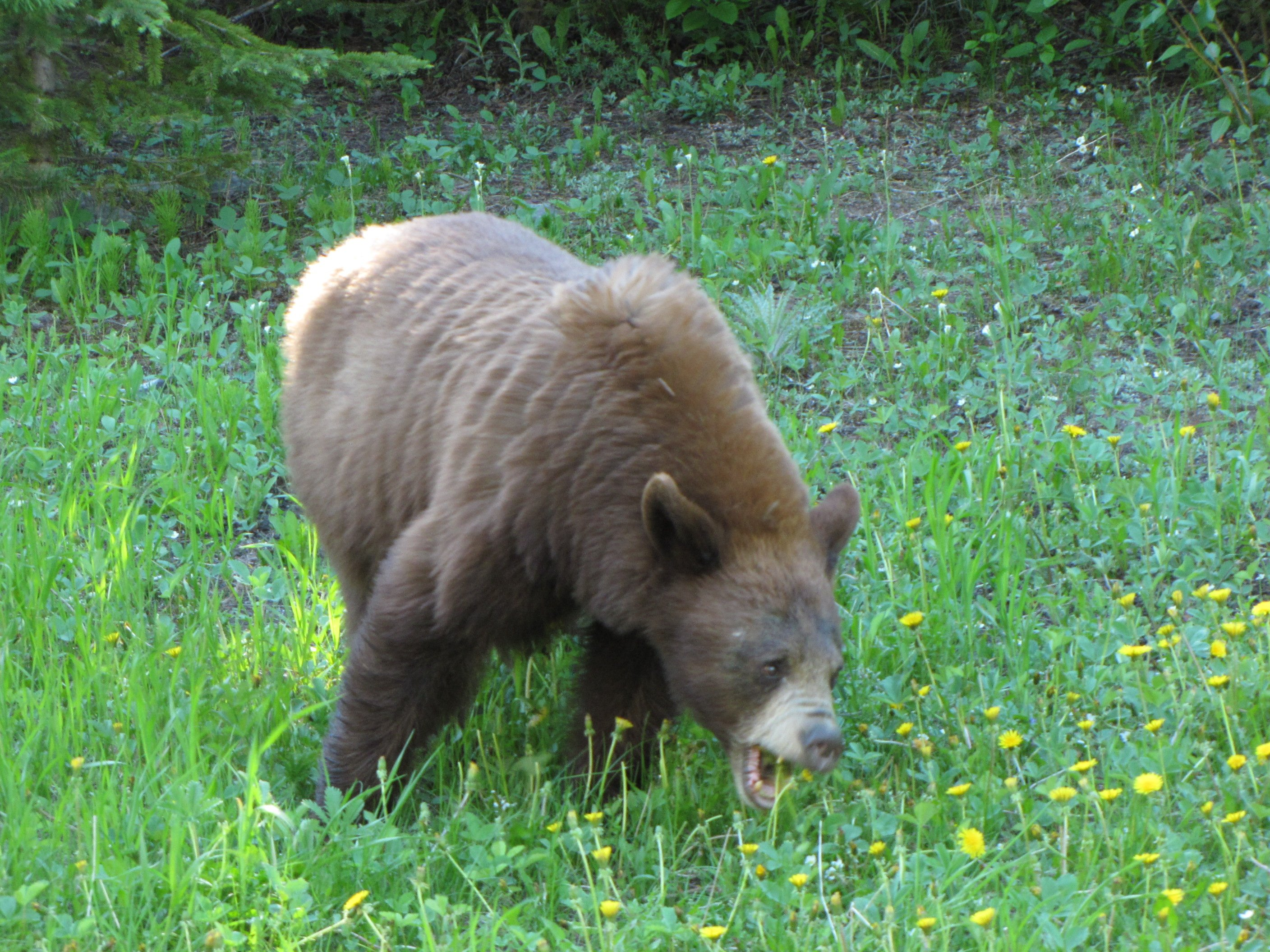
一隻正在吃蒲公英的黑熊，黑熊就是一種低級食肉動物

低級食肉動物或低度食肉动物（英語：hypocarnivore）是指饮食中肉类摄入量低于30%的动物。這種動物常常会被归入杂食动物的范畴，除了吃肉外還會以真菌（菇類）、水果和其他植物為食。现存的低級食肉動物有灰熊、美洲黑熊、熊狸蜜熊以及人类。